# 鈴川法子
鈴川 法子（すずかわ のりこ、1959年7月18日 - ）は、日本の女優。山口県出身。東映京都所属。京都作品を中心に数々のドラマに出演している。

## 人物・略歴
華頂短期大学卒業。
特技：三味線、琴、殺陣、ジャズダンス

## 出演

### テレビドラマ
- ナショナル劇場・パナソニック ドラマシアター（TBS）
  - 水戸黄門[1][出典無効]（C.A.L）
    - 第14部
      - 第1話「水戸黄門 -水戸・江戸-」（1983年10月31日）
      - 第12話「偽黄門の悪退治 -大館-」（1984年1月16日）
      - 第19話「悪を懲らした喧嘩友達 -会津-」（1984年3月5日）
      - 第25話「酒に溺れた黄金の腕 -金沢-」（1984年4月16日） - 幸助の妻

    - 第15部
      - 第1話「謎の美剣士 隠密旅 -高松-」（1985年1月28日） - 腰元
      - 第11話「老公暗殺!火災地獄 -福岡-」（1985年4月8日）
      - 第17話「美女を狙った天狗騒動 -熊野-」（1985年5月20日） - 百姓娘
      - 第21話「意地で守った名人芸 -鳥取-」（1985年6月17日） - 女中
      - 第22話「悲願叶えた火焔剣 -三日月-」（1985年6月24日） - 女中
      - 第31話「瞼の父は用心棒 -諏訪-」（1985年8月26日）
      - 第34話「女壺振り仇討ち悲願 -松井田-」（1985年9月16日）
      - 第36話「代官にされたドジな掏摸 -岡部-」（1985年9月30日） - 領民
      - 第37話「悪乗り八兵衛若旦那 -熊谷-」（1985年10月7日） - 芸者

    - 第16部
      - 第1話「水戸黄門 -水戸-」（1986年4月28日） - 腰元
      - 第2話「闇に仕掛けた皆殺しの罠 -府中-」（1986年5月5日） - 武蔵屋の奉公娘
      - 第11話「浪速男のド根性 -大坂-」（1986年7月7日） - 飯屋の女中
      - 第12話「京人形に賭けた芸妓 -京-」（1986年7月14日） - 芸者
      - 第13話「想い叶えた愛の組紐 -膳所-」（1986年7月21日） - 女職人
      - 第18話「悪が群がる隠し銀山 -大森-」（1986年8月25日）
      - 第19話「泣く子りゃ勝てぬ悪企み -福井-」（1986年9月1日）
      - 第20話「九谷焼に賭けた兄弟愛 -大聖寺-」（1986年9月8日） - 女中
      - 第21話「友禅救った大芝居 -金沢-」（1986年9月15日） - 町人 → 芝居の見物客 → 町人（一人二役）
      - 第26話「おてんば姫君七変化 -亀田-」（1986年10月20日） - 侍女

    - 第17部
      - 第6話「悲願仇討ち傘女房 -岐阜-」（1987年10月5日） - 旅籠の女中
      - 第11話「命に替えた正義の剣 -膳所-」（1987年11月9日） - 女中
      - 第17話「黄門様おしのび指南 -松山-」（1987年12月21日） - 領民
      - 第19話「悪を懲らした石見神楽 -浜田-」（1988年1月4日） - 領民
      - 第22話「惚れた娘はお姫様 -竜野-」（1988年1月25日） - 茶店の女将

    - 第18部
      - 第1話「水戸黄門 -水戸-」（1988年9月12日）
      - 第8話「泥棒夫婦の大予言 -追分-」（1988年10月31日） - 町人
      - 第11話「姫様・馬子が瓜二つ -犬山-」（1988年11月21日） - 侍女
      - 第14話「泣き笑い助太刀志願 -小浜-」（1988年12月12日） - 旅籠の女中
      - 第20話「陰謀渦巻く大草原 -熊本-」（1989年1月30日） - 巳之吉の女房
      - 第33話「天下を裁く御意見番 -江戸-」（1989年5月1日） - 奥女中

    - 第19部
      - 第10話「助さんの代理亭主 -本庄-」（1989年11月27日） - 料亭の女中
      - 第23話「謎の用心棒 -飯山-」（1990年3月5日）
      - 第25話「大工修行で悪退治 -松本-」（1990年3月19日） - 芸者

    - 第20部
      - 第6話「夢を叶えた夫婦花火 -吉田-」（1990年12月3日） - 芸者
      - 第9話「黄門様商ん人修行 -大坂-」（1991年1月7日） - 町人
      - 第14話「湯煙り義侠の助太刀 -松山-」（1991年2月11日） - 温泉客
      - 第16話「男意気地の博多節 -福岡-」（1991年2月25日） - 芸者
      - 第17話「秘伝盗みの弟子修行 -唐津-」（1991年3月4日） - 飲み屋の女将（お仲）
      - 第19話「姫様騙って悪退治 -長崎-」（1991年3月18日） - 町人
      - 第24話「嫁の真心豊後竹人形 -別府-」（1991年4月22日） - 芸者
      - 第31話「娘と名乗れぬ女掏摸 -宮津-」（1991年6月10日） - 町人
      - 第33話「意地比べ恋の友禅 -金沢-」（1991年6月24日） - 同心
      - 第39話「八兵衛そっくりお殿様 -久保田-」（1991年8月5日） - 娘

    - 第21部
      - 第1話「悪鬼が巣喰う岡崎城 -水戸・岡崎-」（1992年4月6日） - 芸者
      - 第6話「秘伝運んだ孫娘 -浜田-」（1992年5月11日） - おきみの母
      - 第15話「拾った赤子は若君様 -大洲-」（1992年7月13日） - 町人
      - 第19話「恋を実らす占い合戦 -龍野-」（1992年8月10日） - 飯屋の仲居
      - 第20話「悲願を秘めた鬼代官 -福知山-」（1992年8月17日） - 芸者
      - 第24話「義賊隼小僧の恩返し -金沢-」（1992年9月14日） - 鶴屋の仲居
      - 第26話「鬼が仕組んだ姥捨山 -善光寺-」（1992年9月28日） - 女職人
      - 第32話「世直し旅よ永遠に -江戸-」（1992年11月9日） - 奥女中

    - 第22部
      - 第3話「天下の嶮の幽霊騒動 -箱根-」（1993年5月31日） - 芸者
      - 第5話「陰謀渦巻く大井川 -島田-」（1993年6月14日） - お千代
      - 第7話「悲願叶えた夢花火 -岡崎-」（1993年6月28日） - 芸者
      - 第8話「仇討ち悲願の旅芝居 -桑名-」（1993年7月5日） - 見物客
      - 第10話「暗雲晴れた和歌山城 -和歌山-」（1993年7月19日）
      - 第12話「密命帯びた娘巡礼 -徳島-」（1993年8月2日） - 瞽女
      - 第16話「白いお髭のお風呂番 -別府-」（1993年8月30日） - 女中
      - 第21話「妻をも騙した武士の真実 -萩-」（1993年10月4日）
      - 第24話「助けた娘はお姫様 -姫路-」（1993年10月25日）
      - 第31話「弥七は夫の敵! -新発田-」（1993年12月13日） - 百姓
      - 第36話「花のお江戸の大掃除 -江戸-」（1994年1月24日） - 奥女中

    - 第23部
      - 第8話「狙われた娘馬子 -善光寺-」（1994年9月19日）
      - 第12話「兄の敵はお殿様 -山中-」（1994年10月24日）
      - 第23話「命の恩人は大嘘つき -下関-」（1995年1月16日） - 女中
      - 第26話「悪が群がる山鹿灯籠 -山鹿-」（1995年2月6日） - 巫女
      - 第33話「京の都の恋友禅 -京-」（1995年3月27日） - 女将

    - 第24部
      - 第3話「恋しい人は凶状持ち -駿府-」（1995年10月2日） - 料亭の女将
      - 第5話「母と名乗れぬ女の涙 -桑名-」（1995年10月16日） - 芸者
      - 第6話「お髭を染めた黄門さま -大坂-」（1995年10月23日） - 芸者
      - 第10話「盗まれた三葉葵の印籠 -高知-」（1995年11月20日） - 甲子蔵の妾
      - 第13話「無念晴らした仇討ち旅 -高鍋-」（1995年12月11日）
      - 第16話「瞼の父は悪の手先 -島原-」（1996年1月8日） - 百姓
      - 第17話「女目明し仇討ち悲願 -小倉-」（1996年1月15日）
      - 第25話「天下の名医は敵持ち -松本-」（1996年3月11日） - 百姓
      - 第33話「涙でついた父の嘘 -仙台-」（1996年5月13日） - 鬼定の女房
      - 第35話「悪を懲らした三春駒 -三春-」（1996年5月27日） - 百姓

    - 第25部
      - 第1話「旅立ち -江戸・銚子-」（1996年12月9日） - 女中
      - 第5話「陰謀砕く葛の糸 -掛川-」（1997年1月20日） - 芸者
      - 第10話「涙涙の父娘櫛 -岸和田-」（1997年2月24日） - 東作の女房
      - 第13話「若様の水門破り -高松-」（1997年3月17日） - 芸者
      - 第18話「命を賭けた唐津焼 -唐津-」（1997年4月28日） - 腰元
      - 第24話「藩を救った反魂舟 -富山-」（1997年6月9日）
      - 第30話「哀しい疵を抱く女 -本荘-」（1997年7月21日） - 芸者
      - 第31話「湖水に秘めた忍ぶ恋 -十和田-」（1997年7月28日） - 女中
      - 第36話「狙われた旅蕩息子 -新庄-」（1997年9月1日） - 芸者
      - 第41話「白狐の舞が悪を斬る -塩原-」（1997年10月13日） - 町人

    - 第26部
      - 第3話「頑固者の意地比べ -堺-」（1998年2月23日） - 飯屋の仲居
      - 第9話「願い叶えた神楽面 -高千穂-」（1998年4月13日） - 町人　
      - 第11話「拾った赤子が恩返し -霧島-」（1998年4月27日） - 百姓
      - 第14話「僕のじい様は黄門様 -宇土-」（1998年5月18日）
      - 第15話「白磁に咲いた恋の花 -伊万里-」（1998年5月25日） - 領民
      - 第22話「網干の祭りの鬼退治 -姫路-」（1998年7月13日） - 百姓

    - 第27部
      - 第2話「格が慕った母の面影 -相馬-」（1999年3月27日） - 松川屋内儀
      - 第6話「瞼の母がついた嘘 -天童-」（1999年4月26日）
      - 第12話「津軽の飴は友の味 -青森-」（1999年6月7日） - 女将
      - 第27話「恩を返した風来坊 -松井田-」（1999年9月20日） - 芸者

    - 第28部
      - 第8話「始末屋泣かせる参勤交代 -浜松-」（2000年5月1日）
      - 第10話「見てはいけない狐の嫁入り -吉田-」（2000年5月15日） - 町人
      - 第13話「哀しきゴマスリ出世道 -桑名-」（2000年6月5日） - 飲み屋の女将
      - 第17話「暴れん坊は紀州の若様 -京-」（2000年7月10日）
      - 第25話「お銀涙の子守唄 -岡山-」（2000年9月4日） - お染
      - 第26話「暴君を斬る! 男の剣 -矢掛-」（2000年9月11日） - 町人
      - 第27話「格さんの恋！ -福山-」（2000年9月18日） - 女中
      - 第29話「妻を裏切る夫の本心 -広島-」（2000年10月16日）

    - 第31部
      - 第5話「やんちゃ姫の大冒険 	-浜松	-」（2002年11月11日）
      - 第21話「黄門様と七化けお京 -広島-」（2003年3月17日） - 芸者

    - 第32部 第17話「老公を叱った娘漁師 -磐城-」（2003年12月8日）
    - 1000回記念スペシャル（2003年12月15日） - 芸者
    - ナショナル劇場50周年記念特別企画スペシャル（2006年3月13日） - 芸者
    - 第36部 第7話「狙われた百万石の婚礼 -金沢-」（2006年9月4日）
    - 第42部 第13話「美人絵師が描いた復讐 -鳥取-」（2011年1月17日）
    - 第43部 第1話「家族おもいの武士魂 -江戸-」（2011年7月4日） - いと

  - 大岡越前（C.A.L）
    - 第7部 第25話「命を賭けた御用旅」（1983年10月10日）
    - 第8部
      - 第2話「幽霊駕籠の仇討ち」（1984年7月23日）
      - 第5話「十手が消えた女風呂」（1984年8月20日） - 若い女
      - 第22話「江戸から消えた御奉行様」（1984年12月17日）

    - 第9部 第9話「死体が消えた薮地獄」（1985年12月23日） - 女中
    - 第11部
      - 第11話「命がけの庇い合い」（1990年7月2日） - 女中
      - 第14話「お奉行様は用心棒」（1990年7月23日）
      - 第19話「目撃者は名乗れぬ女」（1990年8月27日）

    - 第12部
      - 第3話「悪に溺れた凄腕同心」（1991年10月28日） - おつね
      - 第7話「妖女が嗤う世継ぎの謎」（1991年11月25日）
      - 第16話「十手を持った無法者」（1992年2月3日） - 玄次の妾
      - 第24話「相合い傘に潜む罠」（1992年3月30日） - 夜鷹

    - 第13部
      - 第1話「大岡越前」（1992年11月16日） - 出会い茶屋の女中
      - 第16話「孫兵衛を怨んだ男」（1993年3月1日）

    - 第14部 第10話「誓いを破った涙の喧嘩」（1996年8月19日） - お咲
    - 第15部
      - 第2話「殺しを見ていたお茶道具」（1998年8月31日）
      - 第16話「髪結い姉妹の殺意」（1999年1月4日） - 女客
      - 第24話「冤罪」（1999年3月1日）

  - 江戸を斬る（C.A.L）
    - 江戸を斬るVII
      - 第6話「桃の節句の鬼退治」（1987年3月2日）
      - 第28話「過去を秘めた女」（1987年8月3日）

    - 江戸を斬るVIII
      - 第3話「悪が群がる地獄島」（1994年2月14日）
      - 第8話「悪たれ婆さんの涙」（1994年3月21日）
      - 第22話「噂の名医は牢の中」（1994年6月27日） - 子供の母親

  - 南町奉行事件帖 怒れ!求馬II 第9話「噂の女」（1999年12月20日、C.A.L）
  - 大江戸を駈ける! 第11話「炎に仕組まれた罠 -蔵前-」（2001年2月19日、C.A.L）

- 新・松平右近（1983年、日本テレビ / ユニオン映画・六本木オフィス）
  - 第3話「地獄から還った男」（1983年4月17日）
  - 第7話「瞼の父の子守唄」（1983年5月15日） - 芸者
  - 第9話「涙に消えた母の影」（1983年5月29日） - 芸者
  - 第13話「おいてけ堀河童騒」（1983年6月26日） - 芸者
  - 第17話「浮世絵女の怨み唄」 - 町娘
  - 第21話「旗本屋敷に鬼が棲む」 - 町人
- 日本テレビ火曜8時枠時代劇
  - 長七郎江戸日記（1983年 - 1986年・1988年 - 1991年、日本テレビ / ユニオン映画・六本木オフィス） - 多数出演
    - 第1シリーズ（1983年 - 1986年）
      - 第2話「風流献上鷹始末」（1983年10月25日）
      - 第3話「風流山王祭」（1983年11月1日） - 百姓娘
      - 第6話「風流敵討ち狂言」（1983年11月22日）
      - 第18話「友情 雪の舞」（1984年2月21日） - 町人
      - 第21話「母恋草」（1984年3月13日）
      - SP-2「長七郎立つ!江戸城の対決」（1984年10月2日）
      - 第35話「さむらい瓦版」（1984年10月16日） - 町娘
      - 第38話「風魔一族の陰謀」（1984年11月6日） - 腰元
      - 第42話「大江戸哀歌」（1984年12月4日） - 町人
      - 第45話「瓦版始末記」（1985年1月8日） - 町人
      - 第60話「大江戸女番長始末記」（1985年5月7日）
      - SP-5「母は敵か?!正雪の陰謀」（1985年10月1日） - 町娘
      - 第82話「初姿春駒おどり」（1986年1月7日） - 町娘 → 女中
      - SP-6「風雲!旗本奴と町奴」（1986年4月1日） - 母親
      - 第94話「古傷」（1986年4月8日） - 芸者 → 水死体
      - 第103話「謎のエゲレス時計」（1986年7月15日）
      - 第107話「とんぼ、ないた」（1986年9月16日） - 芸者
      - 第108話「裏町怨み唄」（1986年9月30日） - 町娘
      - 第112話「お嬢様、どこに?」（1986年11月4日）

    - 第2シリーズ（1988年 - 1989年）
      - SP-1「千姫有情、母ありき」（1988年1月5日） - 町人
      - 第2話「 意気に感ず」（1988年1月19日） - 町人
      - 第10話「母ひとり旅」（1988年3月15日） - 町人
      - 第11話「命を売る男」（1988年3月22日）
      - 第13話「老兵は死なず」（1988年4月26日） - 町人
      - 第14話「おふくろの味」（1988年5月3日） - 町人
      - 第16話「小鳥を愛した少年」（1988年5月24日）
      - 第19話「妻こそ我が命」（1988年7月5日） - 芸者
      - 第22話「捨て身の説得」（1988年8月23日） - 町人
      - 第23話「苦死を落とした女」（1988年8月30日） - 芸者 → 町人
      - 第24話「父子草、浮世の浪」（1988年9月13日）
      - 第27話「千切れ雲、縁の旅」（1988年10月18日） - 町人
      - 第32話「おれんの逆襲」（1988年11月22日） - 母親
      - 第34話「一の糸」（1988年12月6日） - 町人
      - 第40話「不幸を呼ぶ女」（1989年1月31日） - 芸者
      - 第43話「弟よ、小蝶涙舞い」（1989年2月21日） - 芸者
      - 第48話「お銀哀歌」（1989年3月28日） - 町人
      - SP-5「長七郎、大奥まかり通る」（1989年4月4日）
      - 第53話「下総一ノ瀬変り桝」（1989年6月20日） - 町人
      - 第56話「川開き、大輪の花」（1989年7月18日）
      - 第60話「迷い込んだ女」（1989年9月5日） - 死体

    - 第3シリーズ（1990年 - 1991年） 
      - 第2話「姉妹かんざし」（1990年10月23日）
      - 第7話「死神をぶっ飛ばせ!」（1990年11月27日）
      - 第17話「春遠からじ」（1991年2月19日）
      - 第18話「名のれぬ女」（1991年2月26日）
      - 第23話「霊験あらたか!」（1991年4月30日）
      - 第30話「十手子守歌」（1991年6月25日）
      - 第31話「肩よせ合って」（1991年7月2日）
      - 第32話「少年は叫ぶ!」（1991年7月9日）
      - 第34話「艶姿、剣舞い」（1991年7月23日） - 芸者
      - 第37話「鉄火芸者の心意気」（1991年9月3日）

  - 八百八町夢日記（1989年 - 1991年、日本テレビ / ユニオン映画）
    - 第1シリーズ（1989年 - 1990年）
      - SP-1「夢を追って」（1989年10月10日） - 町人
      - 第7話「闇の顔役」（1989年11月27日） - 芸者
      - 第8話「強請」（1989年12月5日） - 芸者 → 町人
      - 第14話「ねの字小僧参上」（1990年1月30日）
      - 第15話「若同心よ胸で泣け」（1990年2月5日）
      - 第21話「お人好し」（1990年3月27日）
      - 第30話「生き別れ、思いの糸」（1990年7月10日） - 芸者
      - 第31話「夏の嵐」（1990年7月24日）
      - SP-4「おりん無惨!今蘇る関が原の戦い」（1990年10月2日）

    - 第2シリーズ（1991年 - 1992年）
      - 第8話「うわさの伊達男」（1991年12月3日）
      - 第9話「子を思う闇」（1991年12月10日）
      - 第11話「命がけ!鉄火肌の女」（1992年1月7日） - 町娘
      - 第14話「町娘うたかたの晴れ着」（1992年1月28日） - 芸者
      - 第32話「夢之介が賭けた男」（1992年8月25日） - 壺振り女（ふだしのおかよ）

  - 半七捕物帳 第8話「十手を憎んだ女」（1992年12月1日、日本テレビ / ユニオン映画） - 酌女
  - 闇を斬る!大江戸犯科帳（1993年、日本テレビ / ユニオン映画）
    - 第18話「闇に咲く花」
    - 第19話「蛍大名」 - 町人
    - 第22話「闇奉行死す!」

  - 江戸の用心棒（1994年 - 1996年、日本テレビ / ユニオン映画）
    - 江戸の用心棒（1994年 - 1995年）
      - 第1話「懐妊われ覚えあり」 - 町人
      - 第3話「そば一杯の用心棒」
      - 第23話「あばかれた秘密」 - 芸者
      - 第25話「千両箱が消えていく」 - 芸者

    - 江戸の用心棒II 第10話「大江戸ごみ騒動」
- 大奥 第17話「女の情に蛇が棲む」（1983年、KTV / 東映） - お安 役
- 弐十手物語 第10話「女の甘い罠」（1984年6月21日、CX / 東映）
- 必殺シリーズ（ABC/松竹）
  - 必殺仕切人 第1話「もしも大奥に古狸がいたら」（1984年） - お杉 役
  - 必殺橋掛人 第10話「日本橋の地獄火を探ります」（1985年） - おきぬ 役
  - 必殺仕事人V・激闘編 第3話「大難関! 大奥女ボス殺し」（1985年11月29日） - 長刀女
  - 必殺まっしぐら! 第9話「相手は名古屋の暗殺剣」（1986年10月10日） - 志津 役
  - 必殺仕事人V・旋風編 第12話「主水、ネズミ捕りにかかる」（1987年2月20日） - おちか 役
  - 必殺仕事人V・風雲竜虎編 第5話「一夫多妻家族悲しき暴走」（1987年4月24日） - お竜 役
  - 必殺スペシャル・春一番 仕事人、京都へ行く 闇討人の謎の首領!（1989年3月30日）
- 暴れん坊将軍シリーズ（ANB / 東映）
  - 暴れん坊将軍II
    - 第18話「飛脚鳩 ちゃんを訪ねて乱れ舞い」（1983年） - 奥女中 役
    - 第62話「ほとんどビョーキの出たがり娘!」（1984年） - お京 役
    - 第116話「大奥を盗みに来た女!」（1985年）
    - 第138話「お城を拾ったどら娘!」（1986年） - 志津 役
    - 第161話「暗殺計画、手引きは御生母!?」（1986年） - 笹笛 役
    - 第169話「哀しい夜明けを待つ女!」（1986年） - 髪結い 役
    - 第185話「妖艶、因幡の白うさぎ!」（1987年） - 楓 役

  - 暴れん坊将軍III
    - 第4話「血ぬりの一文銭」（1988年） - 酌女 役
    - 第9話「炎に消えた女囚!」（1988年） - 女中 役
    - 第15話「妻を斬った男」（1988年） - 佐和 役
    - 第34話「男無用のつっぱり十手!」（1988年） - お春 役
    - 第48話「恋も思案のおてんば剣法」（1989年） - おまさ 役
    - 第82話「帰って来た炎の男」（1989年） - お政 役
    - 第85話「め組の半次郎の天国と地獄」（1989年） - お松 役
    - 第97話「将軍琉球へ渡る 天下分け目の決闘」500回スペシャル（1990年）- さぎり 役(代役)
    - 第111話「涙を捨てたおんな坂」（1990年） - おれんの母 役
    - 第117話「おんな武芸者の恋」（1990年） - 松乃 役

  - 暴れん坊将軍IV
    - 第8話「逃げた花嫁」（1991年） - 御殿女中 役
    - 第35話「雪国からの椿姉妹」（1991年） - おかつ 役
    - 第36話「対決! 兇賊七変化」（1991年） - お春 役
    - 第60話「大奥の殺人者!」（1992年） - かえで 役

  - 暴れん坊将軍V
    - 第13話「二人妻の用心棒」（1993年）
    - 第18話「熱き血汐の乙女飛脚」（1993年） - おたえ 役
    - 第42話「木枯しも泣く迷子石」（1993年） - おきぬ 役

  - 暴れん坊将軍VI
    - 第1話「吉宗潜入! 謀略の城　偽将軍宣下を阻止せよ!」（1994年）
    - 第6話「江戸城危うし 吉宗の寝所」（1994年） - 女将 役
    - 第43話「八丁堀情話 悪名の女!」（1995年） - 熊之助の母 役
    - 第51話「江戸自慢、吉宗うれしや天下餅!」（1996年） - 多恵 役

  - 暴れん坊将軍VII
    - 第12話「仇討ち心中、盗まれた砂金」（1996年） - 女将 役

  - 暴れん坊将軍VIII
    - 第7話「美しき婚約者の悩み」（1997年）

  - 暴れん坊将軍IX
    - 第1話「遊郭に仕掛けられた罠 吉宗VS闇将軍」（1999年）
    - 第10話「美人後家を守れ! 弁護人になった将軍」（1999年） - おとみ 役
    - 第22話「壮絶! 三河士魂 養父の仇を討つ吉宗」（1999年）
    - 第29話「消えた密書! くの一が愛した男」（1999年）

  - 暴れん坊将軍X
    - 第23話「吉宗を愛した女お庭番! 断崖に消えた恋」（2000年）

  - 暴れん坊将軍XI
    - 第1話「吉宗 炎の生還!」（2001年7月8日）

  - 暴れん坊将軍XII
    - 第10話「雨の目撃者! 牢獄に通う吉宗の母」（2002年）
- 影の軍団IV （1985年、KTV / 東映）
  - 第8話「闇にきらめく遊女の群れ」
  - 第16話「女忍者、最後の涙」
  - 第22話「金髪娘は拳銃で勝負」
  - 第27話「大老暗殺! 桜田門の女たち」
  - 第40話「影は永遠に!」
- 現代怪奇サスペンス「赤いハイヒール　制服のOLたちの復讐」（1986年9月29日、KTV）
- 五瓣の椿（1987年4月、ANB）
- 現代恐怖サスペンス「ししゃもと未亡人」（1987年7月6日、KTV）
- 怪猫恋ヶ淵　闇に光る無数の猫の目！美人姉妹の恨みをはらす母娘猫（1987年8月13日、ANB）
- 三匹が斬る!（ANB）
  - 第5話「空っ風、可愛い女の恨み文字」（1987年11月19日）
  - 第10話「湯の里は、地鳴り剣鳴り腹も鳴る」（1987年12月24日）
  - 第19話「春一番! 旗本三悪人ころし節」（1988年3月17日）
- 京都サスペンス　年末SP　「出町の柳　おけら火に美しく映えて　京女たちの年の瀬」（1987年12月28日、KTV）
- 名奉行 遠山の金さん（ANB / 東映）
  - 第1シリーズ
    - 第5話「闇のおんな仕事人」（1988年） - 町娘
    - 第17話「噂におびえる少女」（1988年）
    - 第19話「殺しを招く幻の女」（1988年） - しぶき屋女中

  - 第2シリーズ 第18話「富くじに踊らされた悪女」（1989年）
  - 第3シリーズ
    - 第6話「謎の美人幽霊」（1990年） - お島
    - 第16話「逆玉の輿を狙った男」（1990年） - 豊春

  - 第4シリーズ 第2話「金さんの隠し子!?」（1991年） - お島
  - 第5シリーズ
    - 第6話「涙の仇討!二度裏切られた女」（1993年）
    - 第18話「外国船に潜入した女」（1993年） - おたつ

  - 第6シリーズ
    - 第10話「老盗賊が捨てた娘」（1994年） - 雪
    - 第11話「復讐の女絵草子」（1994年） - 腰元

  - 第7シリーズ 第17話「また男が死ぬ!私は疫病神の女」（1996年） - 井筒屋の女中
- 松本清張サスペンス「愛と空白の共謀」（1988年9月12日、KTV）
- 火曜スーパーワイド 「山村美紗の密室ミステリー　京都花見小路殺人事件　舞妓さんは名探偵！1」（1988年10月18日、ANB）
- 新春大型時代劇スペシャル「織田信長」（1989年1月1日、TBS）
- 12時間ワイドドラマ「大忠臣蔵（1989年1月2日、TX） - 女中 役
- 月影兵庫あばれ旅（TX / 松竹）
  - 第1シリーズ 第1・2話「消えた姫君を追え!（前編・後編）」（1989年10月13・20日） - 静
  - 第2シリーズ 第11話「殺しの千里眼!」（1990年12月16日） - おしん
- 鬼平犯科帳（CX / 松竹）
  - 第1シリーズ 第24話「引き込み女」（1990年2月7日） - おのぶ 役
  - 第2シリーズ 第18話「下段の剣」（1991年3月20日） - おかね 役
- お江戸捕物日記 照姫七変化 第3話「大奥炎上騒動!」（1990年3月14日、CX / 東映）
- ご存知!旗本退屈男シリーズ（ANB）
  - ご存知! 旗本退屈男V 甲府城に渦巻く暗雲! 妖艶くノ一忍者と虚無僧軍団! 謎の花嫁御殿!!（1990年10月6日）
  - 新春大型時代劇3時間SP 「旗本退屈男　天下御免の巨悪斬り！大江戸に史上最大の危機迫る、花に嵐か? 競艶三人の美女!」（1994年1月3日）
- 新春大型5時間時代劇SP「戦国乱世の暴れん坊　齋藤道三　怒涛の天下取り」（1991年1月3日、ANB）
- 銭形平次 （CX / 東映） 　※北大路欣也版
  - 第1シリーズ 第16話「十二人の盗賊」（1991年）
  - 第2シリーズ 第1話「黒衣の笛」（1992年）
  - 第3シリーズ
    - 第1話「暗闇の婚礼」（1993年）
    - 第17話「赤い櫛」（1993年）

  - 第4シリーズ
    - 第5話「最後の賭け」（1994年）
    - 第13話「真昼の悪夢」（1994年）

  - 第5シリーズ
    - 第1話「消えた弁財天」（1995年）
    - 第3話「深夜の告白」（1995年）
    - 第6話「遠眼鏡の中の女」（1995年）

  - 第7シリーズ 第5話「暗闇に消えた五千両」（1998年）
- 赤かぶ検事の逆転法廷 第6話「必殺!?分身殺人」（1992年2月、ABC） - 大川朝子
- 六つの離婚サスペンス「埋没社員」（1992年3月2日、KTV）
- 土曜ワイド劇場（ANB）
  - 「京都、博多殺人事件　念仏寺－水郷柳川700キロトリック交差の謎？」（1992年9月26日）
  - 狩矢父娘シリーズ
    - 第4作「京都祇園殺人事件」（2003年6月14日）
    - 第9作「京料理殺人事件」（2008年5月24日）

  - 「30周年特別企画　京都殺人案内29　北陸能登金剛〜和倉温泉！赤い殺意の炎と美人秘書の秘密！悲しき復讐の絵蝋燭」（2006年11月18日）
- 新選組　池田屋の血闘（1992年10月2日、TBS）
- 喧嘩屋右近 第1シリーズ 第9話「「命がけ! 女金貸しの悲願」（1992年、TX）
- 金曜エンタテイメント（CX）
  - 「松本清張の異変街道」（1993年10月29日） - 水茶屋の女
  - 「山村美紗ミステリー　京都竜の寺殺人事件」（1995年9月22日）
  - 「京都夜の祇園殺人事件」（1997年6月27日）
  - 「山村美紗サスペンス　京都祇園八坂をどり殺人事件」（1997年10月24日）
  - 「山村美紗サスペンス　京都祇園芸妓シリーズ6　京絵皿殺人事件」（2000年6月23日） - 江木夕美子
  - 「山村美紗サスペンス　京都女優シリーズ4 妖しの清少納言殺人事件」（2002年6月7日）
  - 「10周年特別企画　大奥 スペシャル〜幕末の女たち〜」（2004年4月16日）
  - 「京都祇園入り婿刑事事件簿11」（2004年4月16日）
  - 「山村美紗サスペンス　京都女優シリーズ7　新選組殺人事件」（2004年7月16日）
  - 「天切り松　闇がたり」（2004年7月30日、KTV）
  - 「特別企画　大奥〜第一章〜 Special「桜散る」（2005年4月8日）
- あばれ医者嵐山 第6話「神かくし」（1995年、TX）
- 将軍の隠密!影十八（1996年、ANB） - おゆき
- はぐれ刑事純情派 第9シリーズ 第24話（1996年、ANB）
- 快刀!夢一座七変化 第6話「七年目の仇討ち」（1996年12月5日、ANB / 東映） - お幾
- 月曜ドラマスペシャル （ANB）
  - 「一色京太郎事件ノート4 京都西陣に消えた女」（1997年2月3日）
  - 「一色京太郎事件ノート5 京都花街連続殺人事件」（1997年6月23日）
- 影武者徳川家康（1998年、ANB）
- 京都迷宮案内 （ANB）
  - 第1シリーズ 第4話「雨夜の幽霊伝説!」（1999年）
  - 第2シリーズ 第4話「月曜日の女の秘密!老舗旅館に潜む殺意」（2000年）
  - 第3シリーズ
    - 第7話「利用された父子の絆!老舗料亭に潜む罠!!」（2001年）
    - 第8話「欲望の三姉妹!京漬物に隠された真実!!」（2001年）
- 火曜時代劇「陰陽師☆安倍晴明〜王都妖奇譚」（2002年7月、CX）
- ニトナツ〜恋も仕事も〜 （2003年、KBS）
- おみやさん （EX・東映）
  - 第2シリーズ 第1話「二つの証拠!追い詰められた女性刑事」（2003年4月17日）
  - 第7シリーズ 第3話「消えた少女! 試された母の愛 時効5年後の真実!!」（2010年5月6日）
  - 第8シリーズ 最終話（2011年） - 上川信子
  - 第9シリーズ 第1話（2012年） - 古川咲子
- 大奥 明治篇 新しい生命（2003年9月2日、CX）
- 大奥〜第一章〜（2003年、CX）
  - 第1話「負け犬からの脱却」
  - 第4話「母上の死」〜第11話「命果つるとも」
- 新・赤かぶ検事奮戦記 第15作「飛騨古川祭り・起こし太鼓は涙に霞む、名門旧家入り婿殺人事件」（2003年12月6日、ABC）
- 八丁堀の七人 （EX）
  - 第1シリーズ 第3話（2000年）
  - 第4シリーズ 第9話（2003年）
  - 第5シリーズ 第4話（2004年）
- 旗本退屈男 (2001年のテレビドラマ)（2001年） - お峰の方
- 剣客商売 第4シリーズ 第10話「剣の師弟」（2003年、CX / 松竹） - 仙助の女
- 大奥〜華の乱〜 第1話「修羅場」（2005年、CX）
- 世直し順庵!人情剣 第3話 「悪どい金で出世を買う男!だまされた女と父の愛… 【悲しい目をした女】」（2005年10月31日、EX）
- 出雲の阿国 第6話「神の踊り子」（2006年、NHK）
- 太閤記〜天下を獲った男・秀吉 第1話（2006年、EX）
- 金曜プレステージ「大奥スペシャル〜もうひとつの物語〜」（2006年12月29日、CX）
- その男、副署長〜京都河原町署事件ファイル〜 第1シリーズ　第2話「京都東山、赤い殺人傘の謎!?熟年離婚の罠!」（2007年、EX）
- 素浪人 月影兵庫 第5話「悪い奴が笑ってた!!旗本愚連隊VS素浪人」（2007年、EX）
- お江戸吉原事件帖 第2話「情死 陰謀の果て」 （2007年、TX）
- 幻十郎必殺剣 第1話（2008年、TX）
- 密命 寒月霞斬り 第1話（2008年、TX） - 内儀・さき 役
- お母さんの最後の一日（2010年9月11日、EX・東映）
- 月曜ゴールデン（TBS）
  - 赤かぶ検事奮戦記2 悪女の証言（2010年10月18日、TBS・松竹） - 被害者の母親
- 松本清張ドラマスペシャル 砂の器（2011年9月10、11日、テレビ朝日・東映） - 三木フエ 役
- 連続テレビ小説「カーネーション」（2011年、NHK） - 勝の母 役
- SP〜警視庁警護課II（2012年3月3日、テレビ朝日・東映） - 財津美華 役
- 松本清張没後20年・ドラマスペシャル 十万分の一の偶然（2012年12月15日、テレビ朝日） - 三宮頼子 役
- 上意討ち 拝領妻始末（2013年2月9日、テレビ朝日） - 塩見兵右衛門の妻
- 信長のシェフ 第2シリーズ（2014年、テレビ朝日） - 腰元
- 金曜プレミアム（フジテレビ）
  - 浅見光彦シリーズ52 神苦楽島（2015年9月4日、フジテレビ・東映） - 中田晴美 役
- 大奥 (フジテレビの時代劇)（2016年） - 女中・千代 役
- かげろう絵図（2016年） - 語り
- 宮沢賢治の食卓（2017年） - 櫻小路トミ 役
- 三屋清左衛門残日録 完結篇（2017年） - 大塚登勢 役
- 科捜研の女
  - （2018年） - 矢吹晶子 役
  - （2019年） - 東野悦子 役
  - Season21（2021年） - 佐々浦晴子 役
  - season24 第4話（2024年7月24日、テレビ朝日） - 屋敷和子 役[3]
- 遺留捜査
  - 第6シリーズ（2021年） - 鈴木美枝 役
  - 第7シリーズ（2022年） - 嶋野良子 役

### 映画
- 陽暉楼（1983年・東映 / 俳優座映画放送） - 舞妓C 役
- 大奥十八景（1986年・東映） - おまつ 役
- 華の乱（1988年・東映） - 増田雅子 役
- 藏（1995年・東映）
- 長崎ぶらぶら節（2000年・東映）
- 千年の恋 ひかる源氏物語（2001年・東映）
- 大奥（2010年・アスミック・エースエンタテインメント・TBSテレビ）
- 最後の忠臣蔵（2010年・角川映画）